# Sídon
Sídon, Sidom, ou Sidônia (em árabe: صيدا; romaniz.: Saydā) é a terceira maior cidade do Líbano. Situa-se em Sídon (distrito), na costa do mar Mediterrâneo, a cerca de quarenta quilómetros ao norte de Tiro e a quarenta e oito quilómetros da capital do país, Beirute.

## História

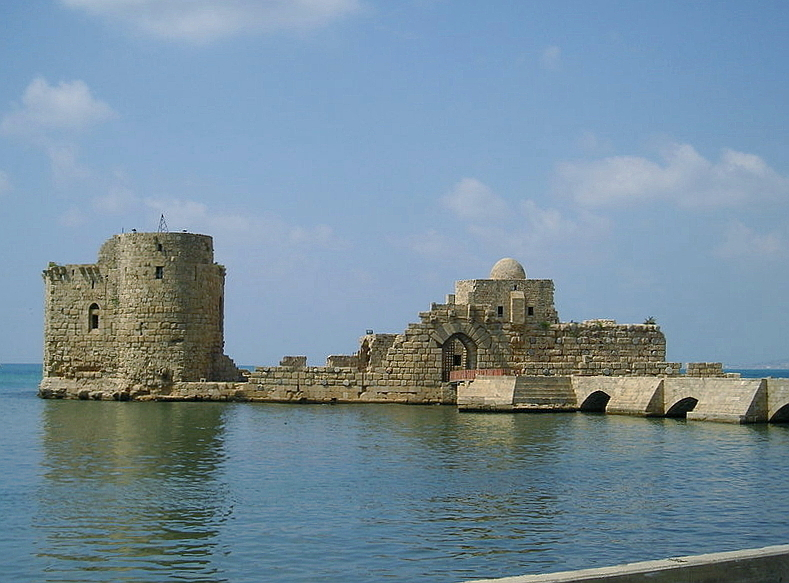
O Castelo do Mar, em Sídon

Foi uma das mais importantes cidades fenícias, e teria sido, possivelmente, a mais antiga. foi fundado um grande império comercial mediterrânico. Homero elogiou os seus habitantes pela especialização no fabrico de vidro e tecidos de cor púrpura. Foi também daqui que saíram os colonos fundadores de Tiro.
Sídon teve conquistadores Filisteus, Assírios, Babilónios, Egípcios, Gregos e finalmente Romanos, antes da era cristã. Herodes, o Grande visitou Sídon. Segundo a tradição cristã, tanto Jesus Cristo como Paulo de Tarso a visitaram. (ver Sídon Bíblica abaixo).
A 4 de Dezembro de 1110, Sídon foi saqueada na Primeira Cruzada. Durante as cruzadas fez ̟arte do Senhorio de Sídon e foi saqueada várias vezes até que foi finalmente destruída pelos Sarracenos em 1249. Em 1260 foi destruída de novo pelos Mongóis. Os destroços das muralhas originais são ainda visíveis.
Logo que Sídon ficou sob o domínio do Império Otomano no século XVII, recuperou uma grande parte da sua anterior importância comercial. Os Egípcios, apoiados pela Inglaterra e França, capturaram e controlaram a cidade no século XIX. Durante a Primeira Guerra Mundial, os Britânicos tomaram Sídon. Depois da guerra, esta tornou-se Protectorado dos Franceses no Mediterrâneo Oriental.

### Sídon no contexto bíblico
A Bíblia descreve Sídon hebraica צִידוֹן) em várias ocasiões:
- Recebeu o seu nome do "herdeiro" de Canaã, o neto de Noé (Gênesis 10:15–19).
- Foi a primeira casa dos Fenícios na costa de Canaã, e através das suas extensas relações comerciais tornou-se uma "grande" cidade (Josué 11:8; Josué 19:28).
- Foi a cidade-mãe de Tiro. Permaneceu dentro dos domínios da tribo de Assur, mas nunca foi subjugada (Juízes 1:31 :).
- Os Sidónios oprimiram Israel (Juízes 10:12).
- Depois do tempo de David a sua glória começou a desvanecer-se e Tiro, a sua "filha virgem" (Isaías 23:12), tomou o seu lugar de pré-eminência.
- Salomão estabeleceu uma aliança matrimonial com os Sidónios, e conseqüentemente a sua forma de adoração idólatra encontrou lugar na terra de Israel. (I Reis 11:1–33).
- Foi famosa pelas suas manufacturas e artes, bem como pelo seu comércio (I Reis 5:6; I Crônicas 22:4; Ezequiel 27:8).
- É frequentemente referida pelos profetas (Isaías 23:2–12; Jeremias 25:22; Jeremias 27:3; Jeremias 47:4; Ezequiel 27:8; Ezequiel 28:21–22; Ezequiel 32:30; Joel 3:4).
- Jesus visitou a costa de Tiro e Sídon (Mateus 15:21; Marcos 7:24; Lucas 4:26) e desta região muitos se aproximaram para ouvi-lo pregar (Marcos 3:8; Lucas 6:17).
- De Sídon, à qual o navio atracou depois de deixar Cesareia, Paulo navegou finalmente até Roma (Atos 27:3–4).

## Sídon hoje
Em 1900, era uma cidade de dez mil habitantes; em 2000 a população crescera para cerca de duzentos mil. Embora as condições do terreno não sejam propriamente as melhores, são cultivados cereais e vegetais, bem como muita fruta; a pesca também faz parte das actividades económicas. O antigo porto é agora somente utilizado por pequenas embarcações costeiras. Existe também uma refinaria.